# Yoram Taharlev

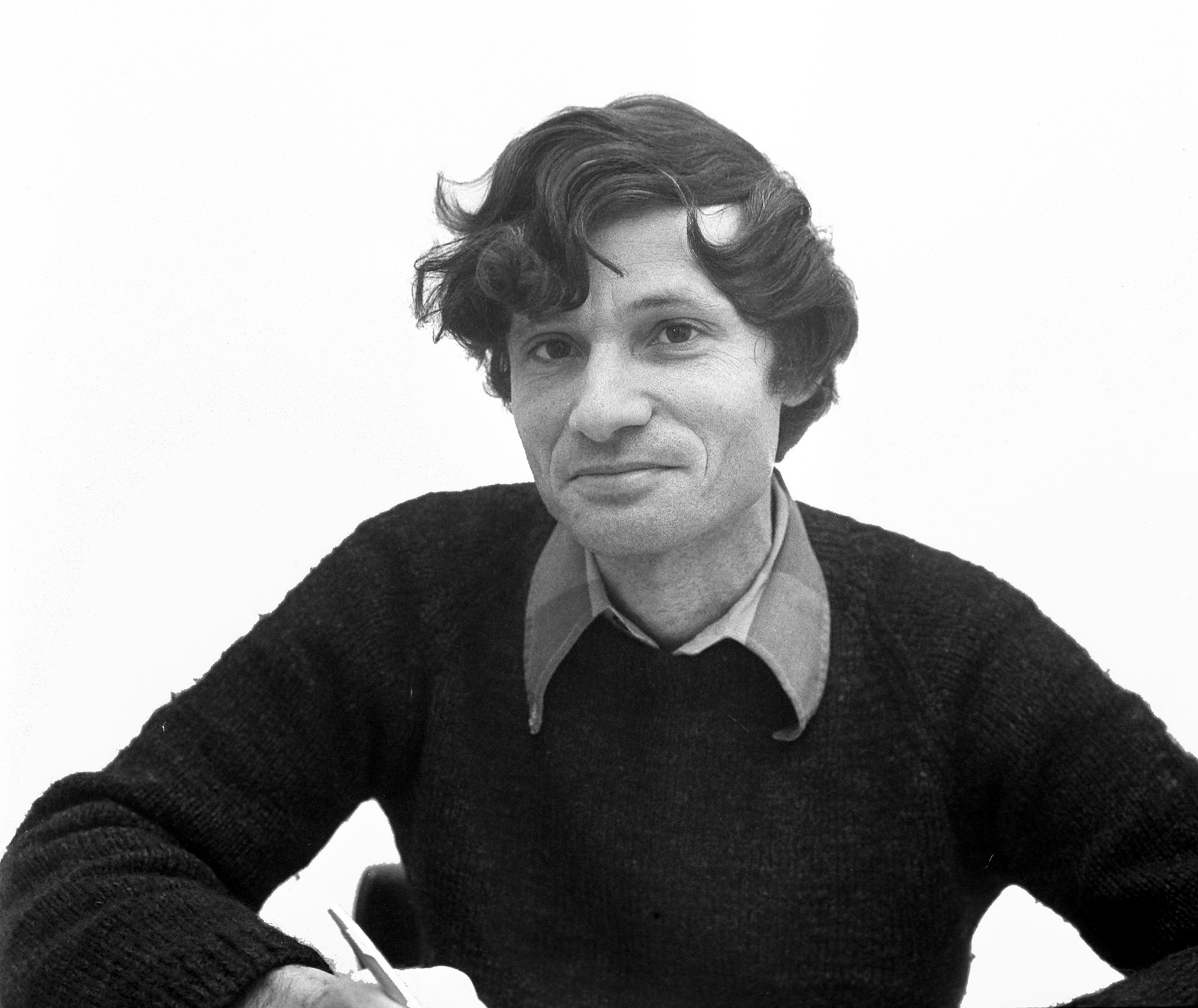
Yoram Taharlev, 1970

Yoram Taharlev (en hebreo: יורם טהרלב‎); (Kibutz Yagur, 24 de enero de 1938 - 6 de enero de 2022) fue un poeta, letrista y autor israelí. Escribió la letra de cientos de canciones grabadas por destacados compositores e intérpretes.

## Biografía
Yoram Taharlev nació en el Kibutz Yagur, y sus padres fueron Yafa Yitzikovitz y el autor y poeta Haim Taharlev.  Durante su servicio militar, se desempeñó como reportero de los periódicos del ejército Bamahane Gadna y Bamahane Nahal. En 1963, Taharlev conoció a la poeta Nurit Zarchi mientras estudiaban filosofía en la Universidad de Tel Aviv, y en agosto de ese mismo año se casaron. Tuvieron dos hijas, la artista Roni Taharlev y Arela. Al principio, Taharlev y Zarchi vivían en el kibutz Yagur, donde nació su hija mayor, Roni, pero luego se mudaron a Petah Tikva, posteriormente a Rishon LeZion y, finalmente, a Tel Aviv. Después de trece años de matrimonio, se separaron. En 1978, Taharlev se casó con la estadounidense Linda. Juntos tuvieron un hijo, Daniel, y una hija, Mical. Linda murió en 2011. En 2014 se casó por tercera vez con Batia Keinan, ex vocera del presidente Ezer Weizman.

## Carrera como compositor
Taharlev escribió principalmente para festivales musicales y concursos, incluido el Festival de la Canción de Israel y el Festival de la Canción de Eurovisión. Publicó numerosos libros de poesía y cancionero. Durante muchos años se desempeñó como editor del Ministerio de Defensa de Israel.
Taharlev escribió canciones de amor, canciones patrióticas, canciones sobre la naturaleza y sobre la amistad y canciones humorísticas. Su canción "Colina de municiones" (en hebreo: גבעת התחמושת; HaTachmoshet) es uno de los muchos que conmovió al público debido a su descripción auténtica de la batalla de la Colina de Municiones en Jerusalén durante la Guerra de los Seis Días. "Sé mi amigo, sé mi hermano" (hebreo:היֵה לי חבר היֵה לי אח; Heye li Haver Heye li Ach) trata sobre la amistad y "La balada de Yoel Moshe Salomon" (en hebreo:הבלדה על יואל משה סלומון; HaBalada al Yoel Moshe Salomon) cantada por Arik Einstein, que comienza con las palabras "En una mañana húmeda de 1878" (en hebreo: בבוקר לח בשנת תרל " ח BeVoker lach bi-shnat tarlach) es una descripción de un episodio en la historia de Israel (la fundación de la ciudad de Petah Tikva).
La canción "Con sus manos traerá" (en hebreo: על כפיו יביא Al Kapav Yavi), originalmente cantada por Rivka Zohar, fue escrita después de un encuentro con un carpintero desempleado, en un barrio pobre, que estaba sentado en su taller vacío con la esperanza de construir una silla para el profeta Elías que vendría y lo redimiría de sus problemas. Su canción "Hora" (hebreo: הורה), cantada por Avi Toledano, ganó el segundo lugar en el Festival de la Canción de Eurovisión en 1982.
Muchas de las canciones de Taharlev se escribieron a partir de sus experiencias infantiles en el kibutz Yagur, entre las que se encuentran "La montaña que siempre es verde" (en hebreo: ההר הירוק תמיד HaHar HaYarok Tamid) escritas acerca del Monte Carmelo cerca de Yagur, "Cuatro de la tarde" (Hebreo: ארבע אחר הצהריים Arba Aher HaTzorayim) que relata sobre la vida en el kibutz, "En la arboleda cerca del abrevadero" (Hebreo: בפרדס ליד השוקת BaPardes laYad haShoket) escrito sobre las arboledas donde trabajaba y a al que solía ir solo, y "Sombra y agua del pozo" (en hebreo: צלומי באר; Tzel u-mei be'er), sobre un incidente en 1945 durante el cual un grupo de inmigrantes fueron llevados a Yagur después de su liberación. de un campo de detención en Atlit para esconderse de los británicos. En la canción escribió: "Aquel cuya cabaña se le ha derrumbado, que entre por la puerta en silencio y se quede para siempre".
Sus canciones fueron compuestas por muchos compositores israelíes entre los que se encuentran Moshe Vilenski, Nachum Heiman, Nurit Hirsh, Matti Caspi, Moni Amarilio, Shalom Hanoch y Efy Netzer. El primero en componer con él fue Nachum Heiman de Beit Alpha a quien Taharlev envió la letra de la canción "Tú, yo y el viento" (en hebreo: את ואני והרוח; At Ve Ani Ve HaRuach). La canción fue interpretada por el grupo de canto HaParvarim.
Taharlev tenía una conexión especial con el compositor Yair Rozenblum. Juntos produjeron muchos éxitos para bandas del ejército israelí, entre los que se encuentran "Hay algunas chicas" (en hebreo: ישנן בנות Yeshnan Banot), "Sé mi amigo, sé mi hermano" (en hebreo: היה לי חבר היה לי אח Heye li Haver Heye li Ach), "Colina de municiones" (en hebreo: גבעת התחמושת Givat HaTachmoshet), "Canción del paracaidista" (en hebreo: שירו של צנחן; Shiro Shel Tzanhan) y "No hay vuelta atrás" (en hebreo: אין כבר דר ך חזרה; Ein Kvar Derej Hazara) . Muchas otras canciones escritas para las bandas del ejército eran canciones humorísticas como "Ha-sakeh" (hebreo: חסקה), "Él no es tan inteligente" (hebreo: הוא לא כל כך חכם' Hu Lo Kol Kach Haham), "El acompañante" (Hebreo: המלווה; HaMelave), "Yiddishe Piraten" (Piratas Yidis) y "Muero por verla esta noche)" (Hebreo: אני מת לראות אותה הלילה Ani met lirot ota ha-layla), canciones patrióticas como "Un ángel de la escalera de Jacob" (hebreo: מלאך מסולם יעקב Malach MeSulam Yaacov), "Todas tus maravillas aun no han cesado" (hebreo: עוד לא תמו כל פלאייך Od Lo Tamu Kol Pla'ayich), "Levántate y recorre el país" (hebreo: קום והתהלך בארץ; Kum Ve Hithalech BaAretz), "El HaNahal" (hebreo: אל הנח"ל), "Acordeonista" (hebreo: נגן אקורדיון; Nagan Accordion), "Ben-Gurion" (Hebreo: בן -גוריון) y más. Otra colaboración de ambos es "Es la hora" (hebreo: זה הזמן; Ze HaZman) que fue interpretada por Nira Gal.
Muchas de sus canciones fueron compuestas en los géneros pop y rock como "No puedes" (hebreo: אינך יכולה; Einech Yechola) interpretada por HaHalonot HaGvohim, "Ya'ale Ve-Yavo" interpretada por Gidi Gov y "La electricidad fluye en las palmas de tus manos" (hebreo: חשמל זורם בכפות ידייך; Hashmal Zorem BeKapot Yadecha) cantada por Ruti Navon. Entre otros intérpretes de sus canciones se encuentran Yoram Gaon, Hava Alberstein, Yardena Arazi, Trio Yarkon Bridge, The Parvarim, The Dudaim, Edna Lev, The HaMtzitzim, Ilanit, Boaz Sharabi, Ilana Rovina y Matti Caspi y otros.
Taharlev escribió muchas canciones infantiles para el Festival de Canciones Infantiles de Israel, como "Mi familia" (en hebreo: המשפחה שלי; HaMishpacha Sheli) para Shlomo Nitzan, "Barba'aba" (Barbapapa) y "Mr. Apchi" para Tzipi Shavit, "No pararemos" (en hebreo: לא נעצור; Lo Naatzor) y "Retorno romantico" (en hebreo: שובי רומנטיקה; Shuvi Romantica) cantadas por Yardena Arazi y "Donald Duck" por Mike Burstein. "El camino a la aldea" (en hebreo: הדרך אל הכפר; HaDerech El HaKfar) fue escrito para Rivka Zohar en base a su vida desde la infancia hasta su regreso a Israel después de una dura prueba de drogas en los Estados Unidos. La canción fue compuesta por Nurit Hirsh para el Festigal en 1985 donde obtuvo el primer lugar. Un año después, Taharlev y Hirsh escribieron "Parte del cielo" (La trama de la tierra de Dios) (en hebreo: חלקת אלוהים; Helkat Elohim), que también fue interpretada por Zohar y ganó el primer lugar.

## Carrera literaria
Después de escribir cientos de poemas, Taharlev se dedicó a leer y escribir sobre textos judíos tradicionales y dijo: "Estoy leyendo los textos sagrados con ojos seculares". Escribió varios libros, en los que revisó y analizó estos textos tradicionales, etiquetándolos como "una mirada fresca y humorística a los libros y textos judíos sagrados y tradicionales".
Sus interpretaciones son muy apreciadas tanto por las comunidades seculares como religiosas. Su libro, Al Birkey Avot "(perush a 'Pirkey Avot') fue uno de los más vendidos en 2016. Su libro Simchat Tora es un comentario humorístico de todas las 'porciones de la Torá de la semana'.
"Taharlev tiene un éxito considerable en acercar a la tradición judía a aquellos que se alejan de todo lo que parece ser religioso y tradicional". Taharlev los expuso a su belleza y brillantez. Su lema es "¡Aprende con alegría y con una sonrisa!" Dijo que "Si los libros religiosos y tradicionales nos fueran enseñados de esta manera, con una sonrisa, podríamos saber mucho más sobre nuestras raíces y no estaríamos tan separados de ellas". El laureado del premio israelí Eliyahu Ha-Cohen dijo: "Aunque nació en un kibutz y fue un importante letrista de bandas militares y canciones pop, Taharlev deriva muchos de sus motivos e inspiración de la Biblia. Es el más 'judío' entre los letristas israelíes". La canción "Levántate y recorre el país" se convirtió en el lema de la Sociedad para la Protección de la Naturaleza en Israel. "Sé mi amigo, sé mi hermano" se canta a menudo en las ceremonias conmemorativas. La "Colina de municiones" es un estandarte que se realiza en las Ceremonias del Día de la Independencia, y la "La montaña que siempre es verde" (acerca del Monte Carmelo, donde nació Taharlev) se ha asociado con la festividad de Tu BiShevat (el decimoquinto día del mes hebreo de Shevat, que se conoce como el Año Nuevo de los árboles). Esta canción es la más popular entre los niños israelíes, aunque en tales ocasiones se omite el verso en el que Taharlev describe traer de vuelta a un camarada caído que, como él, nació allí.

## Premios y reconocimientos
Taharlev recibió un premio a la trayectoria por la poesía hebrea del presidente de la Universidad Bar-Ilan como uno de los letristas más potentes de la poesía hebrea y como un contribuyente significativo a la cultura renovada de la canción israelí.
En 2016, en el Festival de Teatro Infantil de Haifa, "El primer beso" (en hebreo: הנשיקה הראשונה: HaNeshika HaRishona) basado en obras anteriores de Taharlev, ganó el primer lugar en la categoría juvenil. Taharlev también recibió una muestra de reconocimiento de la Compañía de Teatro de Haifa.

## Muerte y legado

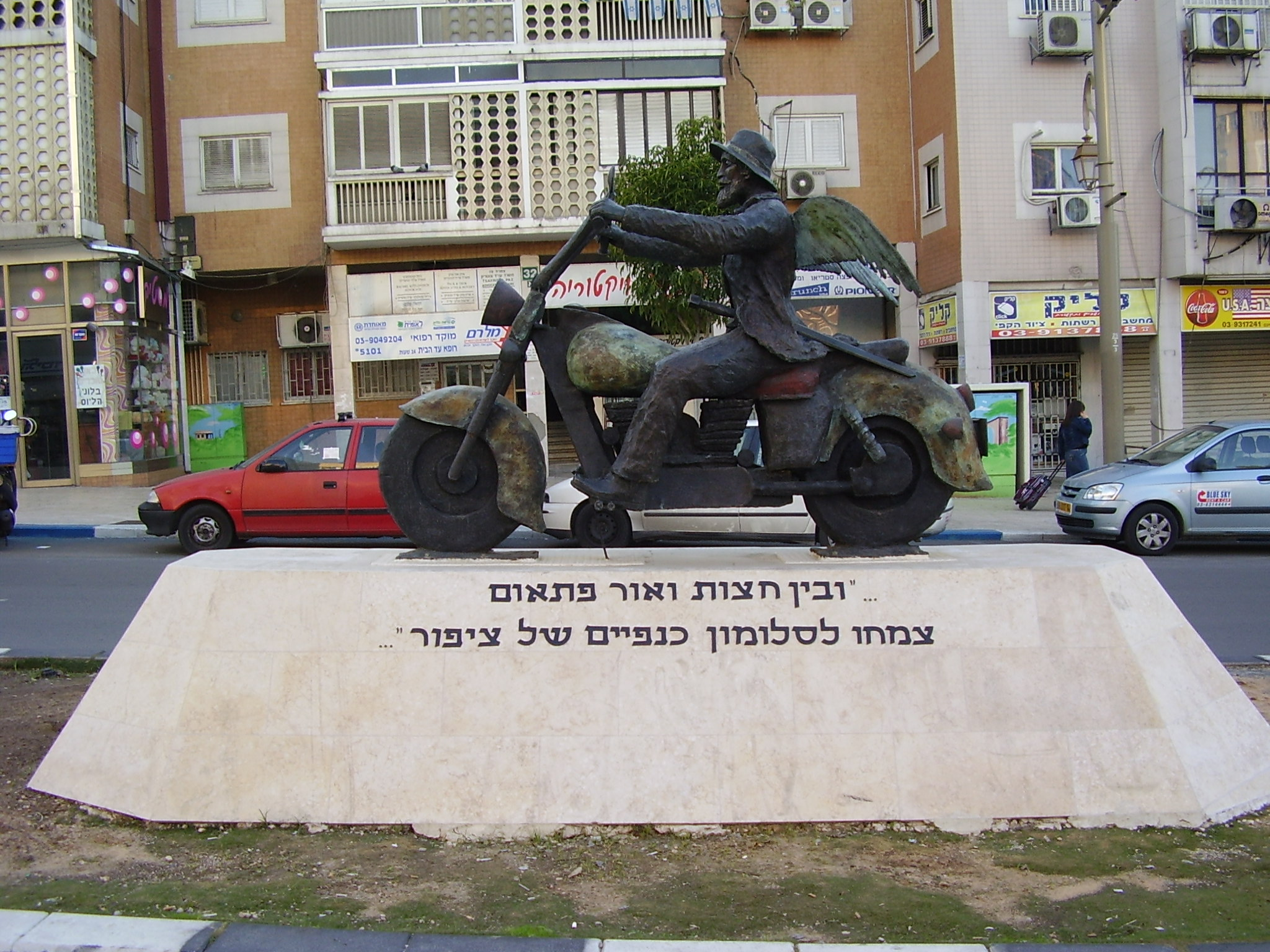
Una estatua en la ciudad de Petah Tikva con la letra de La balada de Yoel Moshe Salomon grabada en ella

En su honor se nombró una plaza pública en la localidad de Or Yehuda. Sus canciones están grabadas en monumentos de todo Israel, incluidos Petah Tikva y Jerusalén.
Taharlev murió el 6 de enero de 2022, a la edad de 83 años después de una batalla contra el cáncer.
Al enterarse de la muerte de Taharlev, el primer ministro israelí, Naftali Bennett, declaró que “sus canciones han acompañado al país durante años, en la tristeza y la alegría, en tiempos de guerra y de paz. Falleció, pero su obra permanecerá con nosotros para siempre. Que su memoria sea una bendición."
El presidente israelí, Isaac Herzog, al enterarse de la muerte de Taharlev, dijo: "Me duele el corazón con gran dolor por la muerte de Taharlev. Las letras de sus canciones y su escritura seguirán iluminando nuestro camino y contando nuestra historia.”
El ministro de Defensa israelí, Benny Gantz, dijo: “Con una increíble combinación de humor y seriedad, usted dio forma a la banda sonora de las fuerzas armadas, que nos ha acompañado a los soldados durante décadas y aún nos acompaña y seguirá haciéndolo en el futuro”.
El ministro de Transporte de Israel, Merav Michaeli, dijo en un comunicado que la “banda sonora de Taharlev es una combinación única del amor por el país y el amor por las [prójimo] personas, el romance y el dolor y siempre con humor. Esta voz humanista se necesita en Israel hoy más que nunca, y continuará acompañándonos, siempre”.

## Discografía
- 2005 – Levántate y recorre el país
- 2008 - Sin vuelta atrás - Set de 4 CD